# Династия Аберфрау
Династия Аберфрау (англ. House of Aberffraw) — династия бриттского происхождения, основателем которой является Анарауд, король Гвинеда. Династия является одной из трех боковых ветвей династии Манау, которая в свою очередь была одним из нескольких ответвлений династии Койлхена. Представители династии Аберффрау правили в, основном, Гвинеде. В 1353 году член династии, Маредид ап Хивел, умирает. Его сыновья, Роберт и Джон образуют два рода, Уинн и Ануил, соответственно. В 1378 году умер глава династии Оуайн ап Томас. Главой дома стал Грифид Вихан ап Грифид, потомок Давида ап Грифида, брата Лливелина Последнего. Его внук Грифид ап Хивел Коетмор, стал последним главой дома Аберффрау. После этого главенство перешло к Маредиду Уинну (ум. в 1525 г.). Род Уиннов пересекся в 1719 году со смертью Джона Уинна. Главой дома Аберффрау стал Джон Ануил(ум. в 1722 г.). Его потомок Эван Вухан Ануил (род. в 1943 г.) живет сейчас и является действующим главой дома Аберффрау и единственным потомком по мужской линии Койлхена Эвраукского.

## Генеалогическое древо

### Первые представители
- Анарауд ап Родри
  - Идвал ап Анарауд
    - Иаго ап Идвал
      - Кустенин

    - Идвал Младший (Иейав)
      - Мейриг
      - Иейав

    - Иейан (Иейав)
      - Хивел ап Иейав
        - Кинан ап Хивел

      - Кадваллон ап Иейав
      - Майг (Мейриг)

    - Родри
    - Кинан
    - Мейриг
      - Идвал
        - Иаго
          - Кинан ап Иаго
            - Грифид ап Кинан, есть потомки, продолжение ниже

          - Грифид

  - Элисед
    - Кинан

### Последующие представители
- Грифид ап Кинан
  - Кадваллон
    - Кунедда[1]
    - сын
    - сын

  - Кадваладр ап Грифид
    - Кадван
      - Тангуисла

    - Кунедда
    - Ричард
    - Ральф
    - Кадуган
    - Маредид
    - Кадваллон

  - Оуайн ап Грифид
    - Рин
    - Хивел
      - Грифид
      - Кадваллон

    - Йорверт Друиндун
      - Лливелин ап Иорверт
        - Дэвид
          - Дэвид, были потомки - последний - Роберт Прайс, умер в 1702 году

        - Грифид
          - Оуайн Гох ап Грифид
          - Лливелин ап Грифид
          - Давид III ап Грифид
            - Лливелин
            - Оуайн
            - Дэвид Рыжий
              - Грифид Рыжий
                - Грифид Младший
                  - Рис Смуглый
                  - Хивел Коэтмор
                    - Грифид
                    - Дэвид, его владения перешли к Маредиду (1459-1525)[2]

                  - Грифид Леиав
                    - Иеуан ап Грифид Леиав
                      - Роберт Леиав
                      - Сир Шон Леиав

          - Родри ап Грифид
            - Томас ап Родри
              - Оуайн Лаугох ап Томас

        - Тегваред
          - Хивел
          - Ардин
          - Анхарад
          - Тегваред Младший

    - Майлгун
    - Гвенлиан верх Оуайн
    - Давид
      - Оуайн
      - Эйнион

    - Родри
      - Томас
        - Карадог
          - Грифид
            - Дэвид
              - Хивел
                - Маредид
                  - Иеуан (Эван), основатель рода Ануил Тиуин
                  - Роберт, с 1378 года, глава династии Аберфрау
                    - Иван (Иеуан) (1438-1469)
                      - Маредид (1459-1525), получил владения Дэвида ап Хивел Коэтмор
                        - Джон "Уинн" ап Маредид
                          - Морис Уинн
                            - Джон Уинн (1553–1627)
                              - Ричард Уинн (1588-1649)
                              - Оуэн Уинн (1592–1660)
                                - Ричард Уинн (1625–1674)

                              - Генри Уинн (1602–1671)
                                - Джон Уинн (1628–1719), после его смерти главенство переходит к дому Ануил Парк

                            - сын
                            - сын
                            - Эдвард Уинн
                            - Морис Уинн
                            - Роберт Уинн

                          - Оуэн Уинн
                          - Грифит Уинн
                          - Роберт Уинн
                          - Тум Шон Кэти

      - Грифид
      - Эйнион

    - Анхарад верх Оуайн
    - Маргарет верх Оуайн
    - Иефан
    - Кинан
      - Грифид
        - Хивел

      - Маредид
        - Лливелин Старший
          - Маредид
            - Лливелин
              - Мадог
                - Маредид
                - Хивел

              - Дэвид
              - Лливелин
              - Маредид

        - Лливелин Младший

    - Ририд
    - Мадауг
    - Кинуриг
    - Гвенлиан Младшая
    - Эйнион
    - Иаго
    - Ффилип
    - Каделл
    - Ротперт
    - Идвал

## Известные представители рода
- Анарауд ап Родри
- Оуайн ап Грифид
- Мадог ап Оуайн Гвинед
- Лливелин ап Иорверт
- Оуайн Гох ап Грифид
- Лливелин ап Грифид
- Давид III ап Грифид
- Мадог ап Лливелин
- Оуайн Лаугох ап Томас
- Эван Вухан Ануил